# 寺島権蔵

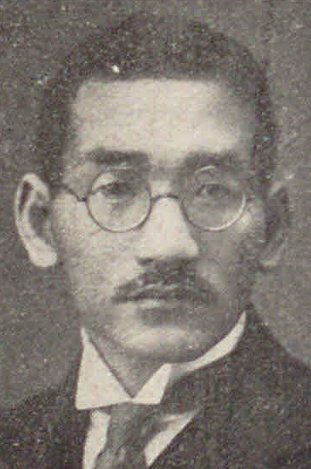
寺島権蔵

寺島 権蔵（てらしま ごんぞう、1888年（明治21年）1月18日 - 1940年（昭和15年）4月9日）は、日本の衆議院議員（憲政会→立憲民政党）、富山県三日市町長。

## 経歴
富山県下新川郡三日市町（現黒部市）出身。早稲田大学政治科卒業。独立新聞記者、東京毎日新聞記者として活動するかたわら、合名会社横山鉱業部経済調査嘱託を兼ねた。
1924年（大正13年）、第15回衆議院議員総選挙に出馬し、当選。以後、当選回数は5回を数えた。さらに三日市町長も兼ね、5期在任した。また廣田内閣では商工参与官に任命された。
1937年(昭和12年)、洪水で流失した橋を再度建設し、権蔵橋と名付けられた。
その他、富山日報社取締役・富山海底遊覧船株式会社取締役・魚津製氷会社社長などを務めた。墓所は多磨霊園。